# 西部大洋洲語群
西部大洋洲語是大洋洲語族下的一個語鏈（linkage），為Ross (1988) 研究提出。 

## 分類系譜
西部大洋洲語群由三個子語鏈（sub-linkage）組成： 
- 北新幾內亞語鏈
- 中部美拉尼西亞語鏈
- 巴布亞頂部語鏈

擴散中心據信在新不列颠北部海岸的維勞梅兹半岛附近。 

## 腳註
1. ↑  Hammarström, Harald; Forkel, Robert; Haspelmath, Martin; Bank, Sebastian (编). . . Jena: Max Planck Institute for the Science of Human History. 2016.
2. ↑  Lynch, Ross & Crowley 2002.

## 參閲
- 阿馬拉語(Ardalambion)